# Alseodaphne suboppositifolia
Alseodaphne suboppositifolia là loài thực vật có hoa trong họ Nguyệt quế. Loài này được Kosterm. miêu tả khoa học đầu tiên năm 1973.